# Jan Štenc
Jan Štenc (13. září 1871 Praha – 5. listopadu 1947 tamtéž) byl český nakladatel. V roce 1908 založil podnik Grafický závod Jan Štenc, který se věnoval reprodukci a dokumentaci uměleckých děl a architektury.

## Život
Narodil se 13.9.1871 v rodině Jana Petra Stenze (8.7.1847 – 18.3.1899), pomocníka v knihtiskárně (později typografa) a manželky Emilie, rozené Frankové (19.3.1845 – 25.9.1908). Měl čtyři sestry Marii, Annu Marii, Emilii, Terezu a dva bratry Václava a Josefa. Vyučil se zinkografem, a od roku 1890 pracoval jako reprodukční rytec Vilímova ústavu grafického v Praze. Jan Štenc zahájil v roce 1908 provoz ve vlastním nakladatelství a v pronajatém grafickém závodě v asanované Mikulášské ulici. Štencův grafický kabinet vydával od roku 1913 vlastní ročenky.
Od roku 1908 byl ženat za Hedviku Ningerovou (9.1.1885 – 23.12.1946).
Také byl dobrovolným pokladníkem a jednatelem Spolku výtvarných umělců Mánes. Podílel se též, jako odborník na reprodukci a grafickou úpravu, na vydávání časopisu Volné směry a další ediční činnosti spolku.

## Jan Štenc a architektura
Sídlo grafického závodu, tzv. Štencův dům, navrhl a realizoval v letech 1909–1911 architekt Otakar Novotný. Štencovu vilu ve Všenorech postavil v letech 1921–1922 Jan Kotěra (jednalo se o poslední realizaci za Kotěrova života).

## Činnost Štencova nakladatelství a tiskárny
Hlavní program výroby se odvíjel od zhotovování štočků pro knihy, pořizování fotografií jak uměleckých děl od architektury po plány a kresby, dále reklamní fotografie zdokonalované americkou retuší. V závodě bylo hlubotiskové oddělení pro tisk fotomechanicky zhotovených desek i originální umělecké grafiky. Štenc poskytoval možnost tisku každému, kdo se grafikou zabýval, tedy i amatérům.
Na jaře 1912 otevřel Štencův grafický kabinet, v němž prodával kolekce grafických listů (Švabinský, Rembrandt, Dürer, Stretti, Silovský, Šimon, Vondrouš,...)
V Štencově grafickém studiu vznikaly špičkové knihy, především umělecké publikace. Štencovo nakladatelství vydalo šest svazků Dějepisu umění od Antonína Matějčka (pravěk až počátek 20. století). Vycházely v letech 1922 až 1936 v edici Sborník pro českou výtvarnou práci, vybavené množstvím fotografií doplňujících text.
Štenc jako nakladatel vydával většinou méně než deset knih ročně – bez hmotného zisku neb bylo nutné „dáti české literatuře soustavnou sbírku uměleckých děl domácího umění a cizině poskytovati nezkreslený obraz české kultury umělecké. (dopis...)
Štencův archiv obsahuje na 60 000 negativů, dokumentujících především české umění. Štenc posílal své fotografy do různých lokalit a rozšířil svou sbírku i o starší snímky od jiných firem. Tak vznikl např. Unikátní soubor ikonografie Prahy ve Wirthově Praze v obrazech pěti století (1932), kterou vydal v několikajazyčné verzi.
Dodával také štočky pro většinu soudobých uměleckohistorických publikací a pro časopisy Volné směry, Styl, Umělecký měsíčník. V letech 1918–1945 vydal 17 ročníků vlastního periodika Umění.
V Salvátorské ulici v Praze vznikl nejmodernější tiskařský dům v Rakousku-Uhersku, jeho interiér byl velmi světlý a vzdušný. Ve Štencově domě se scházeli nejlepší umělci a jiné významné osobnosti tehdejší doby, např. Max Švabinský, Jan Štursa nebo Jan Kotěra. Odcházela odtud zásadní umělecká díla české historie, probíhal tu bohatý společenský život.
(Nakladatel zemřel v roce 1947 a tak se nedožil Vítězného února a přechodu jeho krásné stavby do správy podniku Knihtisk a Tiskárny. Tehdy ještě byl vztah k secesi (ale i například ke kubismu) rozporuplný, šlo o relativně mladé styly, proto nikomu nevadilo provádět i různé nešetrné zásahy do, z dnešního pohledu velmi zajímavých, staveb.)